# Chiloscyphus coadunatus
Chiloscyphus coadunatus là một loài rêu tản trong họ Lophocoleaceae. Loài này được (Sw.) R.M. Schust. & J.J. Engel miêu tả khoa học lần đầu tiên năm 1984.